# Alfa hadművelet (1991)
Az Alfa hadművelet a horvát hadsereg (HV) akciója volt, melyet 1991 telén, a Hurrikán–91 hadművelet második részében hajtottak végre. A hadművelet 1991. december 26-tól 29-ig tartott, és az volt a célja, hogy Pakráctól keletre és délkeletre újabb területeket szabadítson fel, és továbbhaladjon Okucsány felé. Az akció horvát erők vereségével végződött, és a szarajevói fegyverszünet 1992. január 3-iki hatálybalépésével a további akciók is félbeszakadtak egészen a Villám hadműveletig, amikor egész Nyugat-Szlavónia felszabadult.

## Előzmények
1991. október 29-én megkezdődött a Hurrikán–91 hadművelet, mely 1992. január 3-ig, a szarajevói megállapodás hatálybalépéséig tartott. Ez a művelet lehetővé tette Horvátország számára, hogy kiterjessze ellenőrzését Grobosinc, Daruvár és Szalatnok településekre, valamint Novszka, Pakrác és Újgradiska egyes részeire. A Hurrikán–91 hadművelet mellett a horvát katonai vezetés több kiegészítő hadműveletet is tervezett. Az Otkos–10 és Papuk–91 hadműveletek Nyugat-Szlavónia északi részén folytak, de céljaikat a horvát hadsereg csapatainak kimerültsége, az anyagi források hiánya, valamint a szerb erők és a Jugoszláv Néphadsereg (JNA) erős ellenállása miatt nem sikerült maradéktalanul megvalósítani.
Az Otkos–10 hadművelet 1991. október 31-én indult, és 1991. november 4-ig tartott. A Horvát Nemzeti Gárda és a rendőri erők teljesen kiverték a horvátországi szerb erőket Grobosinc községből és Daruvar község egy részéről. A konszolidáció után ezen a területen 1991. november 28-án megindult a Papuk–91 hadművelet, amely 1992. január 3-ig tartott. Ez tette lehetővé a Daruvár, Szalatnok, Raholca, Pakrác és Pozsega községek területéhez tartozó Papuk-hegységbeli 1230 négyzetkilométernyi terület felszabadítását. Novszka község keleti része, Újgradiska község nyugati és Pakrác község déli része4 körülbelül 700 km² területtel a Nyugat-Szlavóniai Szerb Autonóm Területnek nevezett entitás fennhatósága alatt maradtak 1995 májusáig a Villám hadműveletig.
1991. december 11-én a horvát csapatok akcióba léptek Pakrác szerb ellenőrzés alatt lévő részének felszabadítására. Az északi oldalról a HV 76. önálló Pakráci zászlóalj 3. százada felszabadította a DIK papuki gyára körüli városrészt és behatolt Kusonje Šokačke Kusonje nevű falurészébe. Pakrác déli oldaláról a 76. zászlóalj 2. százada, a különleges rendőri egységek és a kőrösiek behatoltak Pakrac város megszállt részeibe (Strossmayerova utca, Klavarija utca, Kralja Tomislava utca, Gundulićeva utca), és elérték a Kalvarija-hegyen a pakráci plébániatemplom feletti az óvodát. Ugyanezen a napon a HV 104. dandár  2. zászlóaljának erői bevonultak a Gavrinica városrészbe, de az erős ellenállás és a veszteség miatt (Miljenko Banić meghalt) kivonultak a város ezen részéből. Ennek a kis akciónak az volt a célja, hogy az ellenséget Gavrinica és Šeovica falu körüli erők összpontosítására kényszerítse, hogy meggyengítse azt a Kusonje – Dereza – Bučje vonalon, és ezáltal megkönnyítse a 123. pozsegai, 127. verőcei és 136. szalatnoki dandárok északról és keletről történő behatolását. 
A sikeres papuki akciók után 1991. december 24-én, karácsony estéjén a 127. dandár felszabadította Donji, Srednji és Gornji Grahovljani falvakat. Ugyanezen a napon a 76. zászlóalj 4. Badljevaci százada, a poljanai MUP egység és a 104. dandár 1. varasdi zászlóaljának 1. százada felszabadította Dereza községet. A 136., 127. és 123. dandár folytatta támadását és újabb sikereket könyvel el. 1991. december 25-én, karácsony napján felszabadultak Dragović, Španovica, Kamenska, Mijači, Ožegovci, Popovci és Tisovac falvak. Ugyanezen a napon a 76. zászlóalj, az 57. független grobosinci zászlóalj és a 104. varasdi dandár tagjai felszabadították Kusonje falut, ahol szeptember 9-én a szerbek lemészároltak egy horvát felderítő egységet. December 26-án Bučjében elfoglalták a szerb lázadók főhadiszállását, amely otthont adott annak a hírhedt hadifogoly tábornak, amelyen mintegy háromszáz horvát veterán és civil ment át. Ezen a napon felszabadultak Branešci és Donja Šumetlica falvak is. Ez a támadás felszabadította a Pakrác – Pozsega főutat, és megteremtette a feltételeket Pakrác város szerbek által elfoglalt részeinek, a pakrác szőlőhegynek és Gavrinicának, valamint Brusnik, Kraguj, Šeovica és Japaga falvak felszabadításához. A Pakráci Műveleti Csoport parancsnoka, Josip Tomšić ezredes 1991. december 24-én elrendelte az Alfa hadművelet elindítását, melynek célja a fent említett falvak és városrészek felszabadítása volt, és az akció, amint megteremtődtek az indulásának a feltételei, már december 16-án megkezdődött. Ezzel egyidőben, december 26-án Szávaszentdemeter felől szerb erősítés érkezett Kragujba, és ugyanezen a napon 16 órakor Užicéből Dobojon és Banja Lukán keresztül egy JNA zászlóalj is érkezett a faluba.

## A szembenálló erők
Horvát részről a hadműveletet a Belovári 2. Műveleti Zóna (2. OZ Bjelovar) egységei hajtották végre Josip Tomšić tábornok parancsnoksága alatt.
Ezen belül a következő egységek vettek részt a hadműveletben:
- 104. dandár – Varasd (1. zászlóalj három századdal)
- 123. dandár – Pozsega
- 127. dandár – Verőce
- 132. dandár – Nekcse
- 136. dandár – Szalatnok
- 52. független zászlóalj – Daruvár
- 54. független zászlóalj – Csáktornya
- 55. független zászlóalj – Belovár[7]
- 76. független zászlóalj – Pakrác
- 77. független zászlóalj – Grobosinc
- Gépesített egységek / harckocsik.
- 15. vegyes tüzérosztály
- 19 vegyes tüzérosztály
- 34. műszaki zászlóalj
- Omega különleges rendőri egység – Belovár. (200 katona)
- Belügyminisztérium pakráci különleges rendőri egysége

A szerb részről a Jugoszláv Néphadsereg 1. Belgrádi katonai körzetének (parancsnok: Nikola Uzelac)  5. (Banja Lukai) hadteste Momir Talic ezredes parancsnoksága alatt.
Ezen belül a következő egységek:
- 5. partizándandár (Prijedor – Bosznia)
- 134. gyalogdandár zászlóalja (Užice – Szerbia). (Davor Marijan szerint ez a dandár csak december 31-én érkezett meg.)
- 125. gépesített dandár gépesített zászlóalja (Kosovska Mitrovica – Szerbia)
- 5. vegyes tüzérezred
- Pakráci szerb területvédelmi erők (2255 fő)
- szerb önkéntesek (legalább egy szakasz)

## A hadművelet kezdete
December 26-án a hajnali órákban a 76. független zászlóalj 3. század önkénteseinek csoportja, a 104. dandár 1. zászlóalj 12 tagjával, összesen 36 veteránnal megerősítve Marijan Kulhavi – Foka és Stipe Hodak vezetésével a pakráci szőlőültetvényeken végeztek felderítést. A csoport a pozsegai útról (Pakrác – Pozsega út) indult két csoportban: az első csoport a Szent Rókus utca mentén, a másik pedig a Psunjsko utcában haladt. A csoportok a Szent Rókus kápolna fölött találkoztak, ahol kitűzték a horvát zászlót. Együtt haladtak tovább a 316-os magaslat irányába (a pakráci szőlőhegy teteje). Mivel nem ütköztek ellenállásba, a 316-os ponttól Gavrinica felé haladva kezdték elfoglalni az utcákat. Közülük egy 7 fős csoport elsősorban felderítési céllal Gavrinica felé kezdett leereszkedni, azonban nagyjából a 105. és a 103. dandár utcakereszteződésénél egy ellenállási pontra bukkantak. A kialakult heves csatában Željko Škrlint megölték. Ezt követően az erők visszatértek kiinduló helyzetükbe. A délután folyamán ezekbe az állásokba vezényelték a 76. zászlóalj 2. századának és a 104. dandár 2. zászlóaljának erőit.
1991. december 27-én kora reggel ezeket az erőket a 104. dandár varasdi zászlóaljának egy másik századával, egy független ludbregi századdal és a 76. zászlóalj 3. századával erősítették meg.
Ugyanezen a napon 08:00 órakor a 76. zászlóalj 2. és 3. százada elfoglalta kiinduló állásait, mely a 105. dandár utcától a Kalvarija-erdő széle vonalában a 103. dandár utca végén levő Szent Vid kápolnáig húzódott. Feladatuk az ellenséges állások felderítése volt annak érdekében, hogy a fővonalon lévő erők pontosan irányíthassák a támadást.
A ludbregi század és a grobosinci zászlóalj a brezicai erdőben és a 105. dandár utca egy részén maradt, hogy biztosítsa a támadásban résztvevő erők bal szárnyát, számítva a 127. dandár egységeinek érkezésére, amelyeknek a feladata Brusniknak és Lipovacnak a Čukur-dombon és a brezicai erdőn keresztül történő felszabadítása, majd továbbhaladva az omanovaci hegyi menedékházon keresztül (amely Psunj meghatározó pontja volt, ahonnan kilátás nyílik Kutenyára és azon túlra), a Lipik – Okucsány úton fekvő Bijela Stijenáig. A 104. dandár Foka vezette erői a fő támadásvonalon a 105. dandár utcában várták, hogy az ellenség felfedezze az állást.
A támadást a mellékvonalon lévő erők kezdték meg, és az ellenséges erők jól megerősített állásait derítették fel. Ezután a fő erőket is bevonták a harcba, melyek átvették a kezdeményezést, és páncéltörő fegyverek segítségével kiélezett harcban semlegesítették a megerősített állásokat. Ezután a fő- és a mellékvonalon támadó erők a 105. és a 103. dandár utca kereszteződésében találkoztak, és továbbnyomultak, majd kitörtek Gavrinicára, ahol áttörték a Pakrác felé épített ellenséges állásokat. Ott csatlakoztak hozzájuk a rendőri erők, melyek Pakrác irányából már reggel óta sikertelenül próbálták áttörni a szerb állásokat. Estig a 104. dandár erői a Sedlar utcában és Gavrinicában levő ellenséges állásokat, a 76. zászlóalj 2. és 3. százada pedig Šeovicát a kereszteződésig (181. magassági pont) foglalták el. Még aznap este 20:00 körül a belovári rendőrőrsről Stjepan Pupak vezetésével egy váltás rendőr (kb. 100 fő) érkezett Šeovicába.

## A szerb erők ellentámadása
December 28-án hajnali 2 óra körül az őrök felébresztették a 76. zászlóalj 3. századának parancsnokát, Stipe Hodakot, és közölték vele, hogy az Omanovaci menedékház irányából harckocsik és teherautók érkezését hallani. A zümmögést reggelig lehetett hallani, és 06:00-kor megkezdődött az ellenség tüzérségi támadása Pakrac és Prekopakra ellen. 8:00 körül Foka a 3. század többi tagjával megérkezett Šeovicába azzal a céllal, hogy tovább haladjon Bijela Stijena irányába. Ezzel egy időben heves ellenséges ellentámadás indult a horvát erők által elért Šeovicában, Japagában és Gavrinicában elfoglalt állásokra. A precíz tüzérségi tűzzel és páncélosokkal támogatott ellentámadás jelentős veszteségeket okozott a horvát erőknek. Nyilvánvaló volt, hogy az előző nap a grobosinci és a ludbregi csapatok nem érték el a kitűzött célt, hogy biztosítsák a támadás bal szárnyát és állítsák meg az ellenség behatolását Kraguj irányából. Éppen ezért a 104. dandár kénytelen volt saját erőkkel fedezni a balszárnyat, a HV 104. dandár 2. Ivanečkai zászlóalját, mert rajta múlott az egész hadművelet sorsa. Ezért elkezdték felderíteni az új, Kraguj felé indítandó támadás irányát. Sokač őrnagy, a 104. dandár parancsnoka egy felderítő osztaggal haladt a katonai járművekből álló konvoj élén. A felderítő szakasz feladata az volt, hogy lezárja a kraguji utat, majd az egész századot vezényelje Kraguj felé védőállásokba, ily módon próbálja lezárni a varasdiak ellenséges támadásnak kitett balszárnyát, akik aznap foglalták el a seovicai Sedlar utcát és ily módon végrehajtották a Pakrac-Lipik hadműveleti csoport parancsnokától Josip Tomšić dandártábornoktól és Stipetić tábornoktól kapott parancsukat. A kraguji út és a balra, Šeovica felé vezető út kereszteződésében a Sokač őrnagy vezette, fent említett erőket lesből, harckocsival megerősített szerb erők támadták meg, melyben maga a parancsnok, Ivan Sokač őrnagy és három katonája is életét vesztette. Ugyanis időközben a Kragujban állomásozó Užicei zászlóaljjal megerősített szerb erők parancsot kaptak, hogy indítsanak támadást Pakrác felé.
A harckocsik és több páncélozott szállító harcjármű által támogatott támadás 09:00 körül kezdődött és 16:00 óráig tartott, amikor Gavrinicánál elérték a támadás végpontját. A támadás során a elől a harckocsik mentek, mellettük gyalogsági támogatással. A tüzérségi támogatást Omanovacról 120 és 82 mm-es aknavetők biztosították, melyet Čaglić tüzérsége is erősen támogatott. A horvát erőket meglepte az ellenségnek ez az erős ellentámadása, különösen a harckocsitámadás. A balszárny védelem nélkül maradt. A 104. dandár Šeovica előtt álló egységei egyáltalán nem tudták, mi történik mögöttük. Csak az utolsó pillanatban értesültek a tankok Kragujból való érkezéséről, és biztonságosan visszavonultak Pakrác felé. A 76. zászlóalj egységei Šeovica községben jelentős veszteségeket szenvedtek. Kraguj felől jelentős szerb erők támadtak, és a tüzérség heves tüzet összpontosította a támadás irányára. A horvát erőknek a támadás helyett a sebesült és halott katonák ellátását kellett megszervezni. A gavrinicai csatába, ahol az ellenség harckocsikkal megerősítve haladt előre, erősítésként a 76. zászlóalj kísérőszázadát kellett odavezényelni, amelynek csak a legnagyobb erőfeszítéssel sikerült a visszavonulást biztosítania a sebesülteket és halott védőket is szállító visszavonuló erőknek. A különleges rendőrség tagjai kézi páncéltörőkkel próbálták eltalálni a tankokat, amelyek nagyon ügyesen használták ki a házak, csatornák nyújtotta menedékeket. Több sikertelen próbálkozás után felderítették pozícióikat, így kénytelenek voltak visszavonulni. A nap folyamán a szerb erők visszafoglalták az összes az Alfa hadművelet megkezdése előtt birtokukban lévő területet.

## Az újabb horvát támadási kísérlet
A horvát csapatok Šeovicából és Gavrinicából való kivonása után a parancsnokság azonnal határozott a Pakráci szőlőhegy újbóli birtokba vételéről, amelynek birtokában ellenőrizhették a Kraguj felőli megközelítéseket, és kedvező helyzetet teremthettek a terület felszabadítására irányuló hadműveletek folytatásához. 1991. december 29-én a 76. Pakráci és az 55. Belovári zászlóaljból, valamint az OZ Bjelovar Antiszabotázs Csoportból (akkor PDČ) álló horvát erők elindultak a Pakráci szőlőhegy irányába, hogy teljesítsék küldetésüket. 6:30 körül, még mindig sötétben, az Antiszabotázs Csoport (kb. 80 fő) indult el először. A csoportot Zdenko Hudorović, a 76. zászlóalj 3. század 2. szakaszának parancsnoka, valamint Stanislav Jurčak és Ivo Ljevaković katonák vezették. A Szent Rókus utcában a nap végén ismét elhelyezték a zászlót a kápolnánál. Az erdő szélén haladnak előre az első házak felé, és elérték a 316-os magaslatot. A kápolnától körülbelül 50 méter távolságra a biztonság kedvéért egy katonát hagytak. A 105. dandár utca első házaitól körülbelül száz méterre találkoztak az első ellenséges katonával. Semlegesítése után a 105. dandár utca házai körül foglaltak állást, de a 316-os szint alatti erdő felől azonnal tüzet nyitottak rájuk, és egy antiszabotőr katona megsebesült, akit Jurčak és három másik katona Pakrác felé vittek vissza. Közülük mintegy 25-en maradtak az elért pozíciókban, hogy biztosítsák az állásokat a többi erő megérkezéséig.
13:00 körül a Foka ugyanazon útvonalon, ahol az antiszabotőrök is érkeztek, a Szent Rókus kápolna mellett, meghozta a fő erőket, az 55. önálló Belovári zászlóaljat. Foka egy 6 fős előőrsöt vezetett, mintegy száz méterrel megelőzve az 55. zászlóalj főerőit. Foka az előőrssel átkelt a dombtetőn, majd leereszkedtek a Markovac-patak jobb oldali mellékágának völgyébe. Ebben a pillanatban a tőlük északkeletre fekvő erdő felől ellenséges tüzet nyitottak rájuk. A szabadban álló Fokát eltalálták, így kénytelenek voltak fedezékbe kúszni. A Belovári zászlóalj többi vele levő tagja, Davor Žignjar kivételével elesett. A parancsnokság hívására Foka válaszolt, és elmondta, hogy megsebesült, és segítséget kér. Azt is jelentette, hogy csoportja többi tagja meghalt. Ezt követően az 55. zászlóalj visszavonult a Kalvarija utcában levő kiinduló állásaiba. A sötétedés beálltával az antiszabotőrök is visszavonultak a Markovac-patak mentén, a Kalvarija-erdő szélén a Pakráci szőlőhegyről.

## Következmények
A horvát fegyveres erőknek az Alfa hadműveletben 35 halottja és 62 sebesültje volt, köztük a 76. független Pakráci zászlóalj parancsnokhelyettese. A 76. zászlóalj 3. századában 7 halott és 38 sebesült katona volt, köztük a súlyosan sebesült Stipa Hodak századparancsnok, akinek a parancsnoki pozícióját Antun Fričer-Tukša vette át. A horvát erők további felszabadító hadműveleteinek végrehajtását az 1992. január 3-án hatályba lépett szarajevói fegyverszünet aláírása szakította félbe.

## Fordítás
- Ez a szócikk részben vagy egészben  az   Operacija Alfa című horvát Wikipédia-szócikk ezen változatának fordításán alapul.  Az eredeti cikk szerkesztőit annak laptörténete sorolja fel. Ez a jelzés csupán a megfogalmazás eredetét és a szerzői jogokat jelzi, nem szolgál a cikkben szereplő információk forrásmegjelöléseként.